# Historique du parcours européen du Lokomotiv Moscou
Cet article présente les différentes campagnes européennes réalisées par le Lokomotiv Moscou depuis sa première participation à la Coupe UEFA en 1993.
Les performances les plus notables du club ont lieu à la fin des années 1990 qui le voit atteindre par deux fois les demi-finales de la Coupes des coupes en 1998 puis en 1999. Dans les autres compétitions européennes, le Lokomotiv prend notamment part à la Coupe UEFA/Ligue Europa à treize reprises, y réalisant sa meilleure performance en 2018 en atteignant les huitièmes de finale, ainsi qu'à la Ligue des champions à six reprises, arrivant notamment au stade des huitièmes de finale en 2004.

## Résultats en compétitions européennes

### Légende du tableau
| Vainqueur de la compétition | Victoire ou qualification | Match nul | Défaite ou élimination |

### Résultats
Note : dans les résultats ci-dessous, le score du club est toujours donné en premier.
| Saison    | Compétition         | Tour                | Club                   | Domicile | Extérieur | Total           |
| --------- | ------------------- | ------------------- | ---------------------- | -------- | --------- | --------------- |
| 1993-1994 | Coupe UEFA          | Premier tour        | Juventus FC            | 0 - 1    | 0 - 3     | 0 - 4           |
| 1995-1996 | Coupe UEFA          | Premier tour        | Bayern Munich          | 0 - 5    | 1 - 0     | 1 - 5           |
| 1996-1997 | Coupe des coupes    | Seizièmes de finale | NK Varteks             | 1 - 0    | 1 - 2     | 2E - 2          |
| 1996-1997 | Coupe des coupes    | Huitièmes de finale | Benfica Lisbonne       | 2 - 3    | 0 - 1     | 2 - 4           |
| 1997-1998 | Coupe des coupes    | Seizièmes de finale | Belchina Babrouïsk     | 3 - 0    | 2 - 1     | 5 - 1           |
| 1997-1998 | Coupe des coupes    | Huitièmes de finale | Kocaelispor            | 2 - 1    | 0 - 0     | 2 - 1           |
| 1997-1998 | Coupe des coupes    | Quarts de finale    | AEK Athènes            | 2 - 1    | 0 - 0     | 2 - 1           |
| 1997-1998 | Coupe des coupes    | Demi-finales        | VfB Stuttgart          | 0 - 1    | 1 - 2     | 1 - 3           |
| 1998-1999 | Coupe des coupes    | Seizièmes de finale | CSKA Kiev              | 3 - 1    | 2 - 0     | 5 - 1           |
| 1998-1999 | Coupe des coupes    | Huitièmes de finale | Sporting Braga         | 3 - 1    | 0 - 1     | 3 - 2           |
| 1998-1999 | Coupe des coupes    | Quarts de finale    | Maccabi Haïfa          | 3 - 0    | 1 - 0     | 4 - 0           |
| 1998-1999 | Coupe des coupes    | Demi-finales        | Lazio Rome             | 1 - 1    | 0 - 0     | 1 - 1E          |
| 1999-2000 | Coupe UEFA          | Tour préliminaire   | BATE Borisov           | 5 - 0    | 7 - 1     | 12 - 1          |
| 1999-2000 | Coupe UEFA          | Premier tour        | Lyngby BK              | 3 - 0    | 2 - 1     | 5 - 1           |
| 1999-2000 | Coupe UEFA          | Deuxième tour       | Leeds United           | 0 - 3    | 1 - 4     | 1 - 7           |
| 2000-2001 | Ligue des champions | Troisième tour Q    | Beşiktaş JK            | 1 - 3    | 0 - 3     | 1 - 6           |
| 2000-2001 | Coupe UEFA          | Premier tour        | Naftex Burgas          | 4 - 2    | 0 - 0     | 4 - 2           |
| 2000-2001 | Coupe UEFA          | Deuxième tour       | Inter Bratislava       | 1 - 0    | 2 - 1     | 3 - 1           |
| 2000-2001 | Coupe UEFA          | Seizièmes de finale | Rayo Vallecano         | 0 - 0    | 0 - 2     | 0 - 2           |
| 2001-2002 | Ligue des champions | Troisième tour Q    | Tirol Innsbruck        | 3 - 1    | 0 - 1     | 3 - 2           |
| 2001-2002 | Ligue des champions | Groupe A            | RSC Anderlecht         | 1 - 1    | 5 - 1     | Troisième       |
| 2001-2002 | Ligue des champions | Groupe A            | Real Madrid            | 2 - 0    | 0 - 4     | Troisième       |
| 2001-2002 | Ligue des champions | Groupe A            | AS Rome                | 0 - 1    | 1 - 2     | Troisième       |
| 2001-2002 | Coupe UEFA          | Seizièmes de finale | Hapoël Tel-Aviv        | 0 - 1    | 1 - 2     | 1 - 3           |
| 2002-2003 | Ligue des champions | Troisième tour Q    | Grazer AK              | 3 - 3    | 2 - 0     | 5 - 3           |
| 2002-2003 | Ligue des champions | Groupe H            | FC Barcelone           | 1 - 3    | 0 - 1     | Deuxième        |
| 2002-2003 | Ligue des champions | Groupe H            | Club Bruges            | 2 - 0    | 0 - 0     | Deuxième        |
| 2002-2003 | Ligue des champions | Groupe H            | Galatasaray SK         | 0 - 2    | 2 - 1     | Deuxième        |
| 2002-2003 | Ligue des champions | Groupe C            | AC Milan               | 0 - 1    | 0 - 1     | Quatrième       |
| 2002-2003 | Ligue des champions | Groupe C            | Real Madrid            | 1 - 1    | 2 - 2     | Quatrième       |
| 2002-2003 | Ligue des champions | Groupe C            | Borussia Dortmund      | 1 - 2    | 0 - 3     | Quatrième       |
| 2003-2004 | Ligue des champions | Troisième tour Q    | Chakhtar Donetsk       | 3 - 1    | 0 - 1     | 3 - 2           |
| 2003-2004 | Ligue des champions | Groupe B            | Dynamo Kiev            | 3 - 2    | 0 - 2     | Deuxième        |
| 2003-2004 | Ligue des champions | Groupe B            | Arsenal FC             | 0 - 0    | 0 - 2     | Deuxième        |
| 2003-2004 | Ligue des champions | Groupe B            | Inter Milan            | 3 - 0    | 1 - 1     | Deuxième        |
| 2003-2004 | Ligue des champions | Huitièmes de finale | AS Monaco              | 2 - 1    | 0 - 1     | 2 - 2E          |
| 2005-2006 | Ligue des champions | Deuxième tour Q     | Rabotnički Skopje      | 2 - 0    | 1 - 1     | 3 - 1           |
| 2005-2006 | Ligue des champions | Troisième tour Q    | Rapid Vienne           | 0 - 1    | 1 - 1     | 1 - 2           |
| 2005-2006 | Coupe UEFA          | Premier tour        | SK Brann               | 3 - 2    | 2 - 1     | 5 - 3           |
| 2005-2006 | Coupe UEFA          | Groupe B            | Espanyol Barcelone     | 0 - 1    | N/A       | Troisième       |
| 2005-2006 | Coupe UEFA          | Groupe B            | US Palerme             | N/A      | 0 - 0     | Troisième       |
| 2005-2006 | Coupe UEFA          | Groupe B            | Brøndby IF             | 4 - 2    | N/A       | Troisième       |
| 2005-2006 | Coupe UEFA          | Groupe B            | Maccabi Petah-Tikva    | N/A      | 4 - 0     | Troisième       |
| 2005-2006 | Coupe UEFA          | Seizième de finale  | Séville FC             | 0 - 1    | 0 - 2     | 0 - 3           |
| 2006-2007 | Coupe UEFA          | Premier tour        | Zulte Waregem          | 2 - 1    | 0 - 2     | 2 - 3           |
| 2007-2008 | Coupe UEFA          | Premier tour        | FC Midtjylland         | 2 - 0    | 3 - 1     | 5 - 1           |
| 2007-2008 | Coupe UEFA          | Groupe B            | Atlético Madrid        | 0 - 3    | N/A       | Cinquième       |
| 2007-2008 | Coupe UEFA          | Groupe B            | Aberdeen FC            | N/A      | 1 - 1     | Cinquième       |
| 2007-2008 | Coupe UEFA          | Groupe B            | FC Copenhague          | 0 - 1    | N/A       | Cinquième       |
| 2007-2008 | Coupe UEFA          | Groupe B            | Panathinaïkos          | N/A      | 0 - 2     | Cinquième       |
| 2010-2011 | Ligue Europa        | Barrages Q          | Lausanne-Sport         | 1 - 1 ap | 1 - 1     | 2 - 2 3 - 4 tab |
| 2011-2012 | Ligue Europa        | Barrages Q          | Spartak Trnava         | 2 - 0    | 1 - 1     | 3 - 1           |
| 2011-2012 | Ligue Europa        | Groupe L            | Sturm Graz             | 3 - 1    | 2 - 1     | Deuxième        |
| 2011-2012 | Ligue Europa        | Groupe L            | RSC Anderlecht         | 0 - 2    | 3 - 5     | Deuxième        |
| 2011-2012 | Ligue Europa        | Groupe L            | AEK Athènes            | 3 - 1    | 3 - 1     | Deuxième        |
| 2011-2012 | Ligue Europa        | Seizièmes de finale | Athletic Bilbao        | 2 - 1    | 0 - 1     | 2 - 2E          |
| 2014-2015 | Ligue Europa        | Barrages Q          | Apollon Limassol       | 1 - 4    | 1 - 1     | 2 - 5           |
| 2015-2016 | Ligue Europa        | Groupe H            | Sporting CP            | 2 - 4    | 3 - 1     | Premier         |
| 2015-2016 | Ligue Europa        | Groupe H            | Skënderbeu Korçë       | 2 - 0    | 3 - 0     | Premier         |
| 2015-2016 | Ligue Europa        | Groupe H            | Beşiktaş JK            | 1 - 1    | 1 - 1     | Premier         |
| 2015-2016 | Ligue Europa        | Seizièmes de finale | Fenerbahçe SK          | 1 - 1    | 0 - 2     | 1 - 3           |
| 2017-2018 | Ligue Europa        | Groupe F            | FC Copenhague          | 2 - 1    | 0 - 0     | Premier         |
| 2017-2018 | Ligue Europa        | Groupe F            | Fastav Zlín            | 3 - 0    | 2 - 0     | Premier         |
| 2017-2018 | Ligue Europa        | Groupe F            | Sheriff Tiraspol       | 1 - 2    | 1 - 1     | Premier         |
| 2017-2018 | Ligue Europa        | Seizièmes de finale | OGC Nice               | 1 - 0    | 3 - 2     | 4 - 2           |
| 2017-2018 | Ligue Europa        | Huitièmes de finale | Atlético Madrid        | 1 - 5    | 0 - 3     | 1 - 8           |
| 2018-2019 | Ligue des champions | Groupe D            | FC Porto               | 1 - 3    | 1 - 4     | Quatrième       |
| 2018-2019 | Ligue des champions | Groupe D            | Schalke 04             | 0 - 1    | 0 - 1     | Quatrième       |
| 2018-2019 | Ligue des champions | Groupe D            | Galatasaray SK         | 2 - 0    | 0 - 3     | Quatrième       |
| 2019-2020 | Ligue des champions | Groupe D            | Juventus FC            | 1 - 2    | 1 - 2     | Quatrième       |
| 2019-2020 | Ligue des champions | Groupe D            | Atlético Madrid        | 0 - 2    | 0 - 2     | Quatrième       |
| 2019-2020 | Ligue des champions | Groupe D            | Bayer Leverkusen       | 0 - 2    | 2 - 1     | Quatrième       |
| 2020-2021 | Ligue des champions | Groupe A            | Bayern Munich          | 1 - 2    | 0 - 2     | Quatrième       |
| 2020-2021 | Ligue des champions | Groupe A            | Atlético de Madrid     | 1 - 1    | 0 - 0     | Quatrième       |
| 2020-2021 | Ligue des champions | Groupe A            | Red Bull Salzbourg     | 1 - 3    | 2 - 2     | Quatrième       |
| 2021-2022 | Ligue Europa        | Groupe E            | Lazio Rome             | 0 - 3    | 0 - 2     | Quatrième       |
| 2021-2022 | Ligue Europa        | Groupe E            | Olympique de Marseille | 1 - 1    | 0 - 1     | Quatrième       |
| 2021-2022 | Ligue Europa        | Groupe E            | Galatasaray SK         | 0 - 1    | 1 - 1     | Quatrième       |

## Bilan
| Compétition              | P  | M   | V  | N  | D  | BP  | BC  | Diff. |
| ------------------------ | -- | --- | -- | -- | -- | --- | --- | ----- |
| Ligue des champions (C1) | 8  | 56  | 13 | 11 | 32 | 55  | 84  | -29   |
| Coupe des coupes (C2)    | 3  | 20  | 10 | 4  | 6  | 27  | 16  | +11   |
| Ligue Europa (C3)        | 14 | 72  | 29 | 16 | 27 | 103 | 100 | +3    |
| Total                    | 25 | 148 | 52 | 31 | 65 | 185 | 200 | -15   |